# 咸宁县 (唐朝)
咸宁县，中国古县名，在今陕西省西安市。咸宁县于唐代天寶年間设置，取“萬國咸寧”之義。民国时期撤销。在历史上长期与长安县两县并列，分治于陕西省关中地区长安（西安）城中，历时一千三百五十余年。

## 历史沿革
- 北周明帝二年（558年），朝廷将长安地区分设为长安、霸城、山北三县地，于长安城中置万年县，开始了长安、万年分治长安的历史；

- 隋开皇二年（582年），隋文帝在长安地区设建大兴城。开皇三年（583年），改万年县为大兴县，与长安县分治于大兴城中。隋灭唐继后，唐朝中央政府改大兴城为长安城，唐高祖武德元年（618年），将大兴县的名称恢复为万年县，继续与长安县分治于长安城中；
- 唐玄宗天宝七年（748年），中央政府改万年县为咸宁县，此为称“咸宁”之始；
- 金代咸宁县被并入京兆府路管辖；
- 元代咸宁县被并入奉元路管辖；
- 明清两代，直至乾隆时期，咸宁县疆域没有发生变化，“乡里诸名亦无所改易。”[2]
- 中华民国时期，民国中央政府撤销陕西咸宁县建制，将其并入了陕西省西安市长安县。[2]